# Phaeographis colligata
Phaeographis colligata är en lavart som först beskrevs av Stirt., och fick sitt nu gällande namn av Alexander Zahlbruckner. Phaeographis colligata ingår i släktet Phaeographis och familjen Graphidaceae.   Inga underarter finns listade i Catalogue of Life.